# Liste der denkmalgeschützten Objekte in Puch bei Hallein
Die Liste der denkmalgeschützten Objekte in Puch bei Hallein enthält die 10 denkmalgeschützten, unbeweglichen Objekte der Gemeinde Puch bei Hallein.

## Denkmäler
| Foto |                 | Denkmal                                                              | Standort                                                | Beschreibung | Metadaten |
| ---- | --------------- | -------------------------------------------------------------------- | ------------------------------------------------------- | --- | --- |
| ja   | Datei hochladen | Schloss Sankt Jakob am Thurn HERIS-ID: 9017 Objekt-ID: 4983          | Gräfin-Wurmbrand-Weg 2 Standort KG: Thurn               | Das Schloss besteht aus einem fünfstöckigen Turm mit Pyramidendach und einem dreigeschoßigen Seitentrakt. Es stammt im Kern aus dem 12. Jahrhundert. | BDA-Hist.: Q15127805 Status: Bescheid Stand der BDA-Liste: 2025-06-30 Name: Schloss Sankt Jakob am Thurn GstNr.: .23, .24 Schloss Sankt Jakob am Thurn                   |
| ja   | Datei hochladen | Pfarrhof HERIS-ID: 9016 Objekt-ID: 4982                              | Pfarrhofweg 2 Standort KG: Thurn                        | Der zweigeschoßige Pfarrhof mit Krüppelwalmdach stammt im Kern aus der Barockzeit. | BDA-Hist.: Q38025778 Status: § 2a Stand der BDA-Liste: 2025-06-30 Name: Pfarrhof GstNr.: 220                                                                             |
| ja   | Datei hochladen | Figurenbildstock hl. Johannes Nepomuk HERIS-ID: 9015 Objekt-ID: 4981 | Sankt Jakob am Thurn Standort KG: Thurn                 | Der Figurenbildstock des heiligen Johannes Nepomuk steht knapp nördlich der Wallfahrtskirche. Die Inschrift am Sockel zeigt das Wappen des Stifters und die Jahreszahl 1744. | BDA-Hist.: Q38025757 Status: § 2a Stand der BDA-Liste: 2025-06-30 Name: Figurenbildstock hl. Johannes Nepomuk GstNr.: 208/1                                              |
| ja   | Datei hochladen | Wallfahrtskirche hl. Jakob der Ältere HERIS-ID: 9013 Objekt-ID: 4979 | Standort KG: Thurn                                      | Die größtenteils barocke Anlage befindet sich im Westen des Kirchweilers. Das schmale Langhaus könnte im Kern noch romanisch sein. Der Turm mit barock geschwungenem Helm bildet den westlichen Abschluss; an den breiten Hauptraum schließt im Osten sofort die 1754 geweihte Loreto-Kapelle an. Aufbau und etliche Figuren des Hochaltars stammen aus dem Jahr 1698, die Seitenaltäre aus der 1. Hälfte des 18. Jahrhunderts.                                  | BDA-Hist.: Q38025706 Status: § 2a Stand der BDA-Liste: 2025-06-30 Name: Wallfahrtskirche hl. Jakob der Ältere GstNr.: .29 Pfarrkirche Sankt Jakob am Thurn               |
| ja   | Datei hochladen | Friedhof HERIS-ID: 9014 Objekt-ID: 4980                              | Standort KG: Thurn                                      | Der Friedhof schließt seit 1953 unmittelbar südwestlich an die Wallfahrtskirche an. | BDA-Hist.: Q38025730 Status: § 2a Stand der BDA-Liste: 2025-06-30 Name: Friedhof GstNr.: 208/1, 208/2 Friedhof Sankt Jakob am Thurn                                      |
| ja   | Datei hochladen | Bahnhof Puch-Oberalm, Aufnahmsgebäude HERIS-ID: 9012 Objekt-ID: 4978 | Halleiner Landesstraße 86 Standort KG: Thurnberg        | Das zweigeschoßige Bahnhofsgebäude (der Bahnhof heißt nunmehr Puch bei Hallein) mit vorgezogenen Seitenteilen wurde um 1875 erbaut. | BDA-Hist.: Q38025695 Status: Bescheid Stand der BDA-Liste: 2025-06-30 Name: Bahnhof Puch-Oberalm, Aufnahmsgebäude GstNr.: 39/13 Aufnahmsgebäude Bahnhof Puch bei Hallein |
| ja   | Datei hochladen | Kath. Pfarrkirche Mariae Geburt HERIS-ID: 9008 Objekt-ID: 4974       | neben Halleiner Landesstraße 117 Standort KG: Thurnberg | Die Pfarrkirche an der nördlichen Ortseinfahrt ist ein spätgotischer Saalbau mit barockem Seitenschiff im Norden. An der Langhaussüdseite steht der dreigeschoßige spätgotische Turm. Hauptschiff und Chor weisen ein Netzrippengewölbe ebenfalls im Stil der Spätgotik auf. Der Hochaltar ist mit 1687 bezeichnet. Auch die Seitenaltäre sind barock, enthalten zum Teil aber spätgotische Figuren. Die ältesten Wappengrabsteine stammen aus der Zeit um 1380. | BDA-Hist.: Q38025641 Status: § 2a Stand der BDA-Liste: 2025-06-30 Name: Kath. Pfarrkirche Mariae Geburt GstNr.: 102, .41 Pfarrkirche Puch bei Hallein                    |
| ja   | Datei hochladen | Friedhof HERIS-ID: 9009 Objekt-ID: 4975                              | Standort KG: Thurnberg                                  | Der Friedhof umgibt die Pfarrkirche. An seiner Mauer befinden sich die Kriegergedächtniskapelle und ein römischer Meilenstein. | BDA-Hist.: Q38025650 Status: § 2a Stand der BDA-Liste: 2025-06-30 Name: Friedhof GstNr.: 102 Friedhof Puch bei Hallein                                                   |
| ja   | Datei hochladen | Schloss Urstein HERIS-ID: 9010 Objekt-ID: 4976                       | Schlossallee 9 Standort KG: Thurnberg                   | Das Schloss Urstein wurde bereits 1151 erstmals urkundlich erwähnt. Seine heutige Gestalt erhielt es in den Jahren 1689 bis 1691. | BDA-Hist.: Q1609819 Status: Bescheid Stand der BDA-Liste: 2025-06-30 Name: Schloss Urstein GstNr.: .55, .58/3, 428, .58/1, 430 Schloss Urstein, Puch bei Hallein         |
| ja   | Datei hochladen | Schloss Puchstein HERIS-ID: 9011 Objekt-ID: 4977                     | Schlossweg 15 Standort KG: Thurnberg                    | Schloss Puchstein ist ein dreigeschoßiger kubischer Bau mit Grabendach, der im Kern aus dem Spätmittelalter stammt. | BDA-Hist.: Q15616594 Status: Bescheid Stand der BDA-Liste: 2025-06-30 Name: Schloss Puchstein GstNr.: .26 Schloss Puchstein, Puch bei Hallein                            |